# Vuurtoren van Verzenay
De vuurtoren van Verzenay (Frans: Phare de Verzenay) staat in het dorp Verzenay, op de Montagne de Reims (meer specifiek op de Mont Rizan) in het Franse departement Marne (regio Grand Est), zo'n 20 km ten zuidwesten van Reims. De toren biedt een panoramisch uitzicht over de plaatselijke wijngaarden. De vuurtoren huisvest het wijnmuseum Musée de la Vigne.

## Geschiedenis
Gebouwd in 1909 door de wijnhandelaar Joseph Goulet als reclameobject, als een opvallend baken in het wijngaardlandschap. Zijn naam stond op alle zes zijden, zichtbaar vanaf Reims.
In de bijgebouwen, die inmiddels verdwenen zijn, werd een restaurant gevestigd en om tegemoet te komen aan het enthousiasme van de bevolking over het gebouw, werd een populaire "guinguette" toegevoegd. Een "guinguette" is een traditionele Franse openluchtherberg, vaak gelegen aan de rand van een stad. De locatie groeide snel uit tot een populaire ontmoetingsplek. Hier kwam met de Eerste Wereldoorlog een einde aan.
Tijdens de Eerste Wereldoorlog werd de toren getroffen door bombardementen; de benedengebouwen verdwenen. In de Tweede Wereldoorlog diende de toren als observatiepost. Enkel de betonnen toren bleef behouden, terwijl de bijgebouwen in verval raakten en door de natuur overwoekerd.
Nadien was de toren achtereenvolgens eigendom van Maison Heidsieck en nadien van Maison Mumm.
Na decennia van verval verwierf de gemeente Verzenay de vuurtoren in 1987. De intercommunale gemeenschap Vesle‑Montagne de Reims startte in 1994 de realisatie van een museum, ontworpen door architect François Wüstner. De naam werd om contractuele redenen tijdens de renovatie verwijderd.
Het museum opende officieel op 3 oktober 1999. In 2009 werden de museale opstelling en het gebouw vernieuwd ter gelegenheid van hun respectievelijke 100ste en 10‑jarige bestaan. Sinds 2017 valt de site onder de Grand Reims Communauté Urbaine.

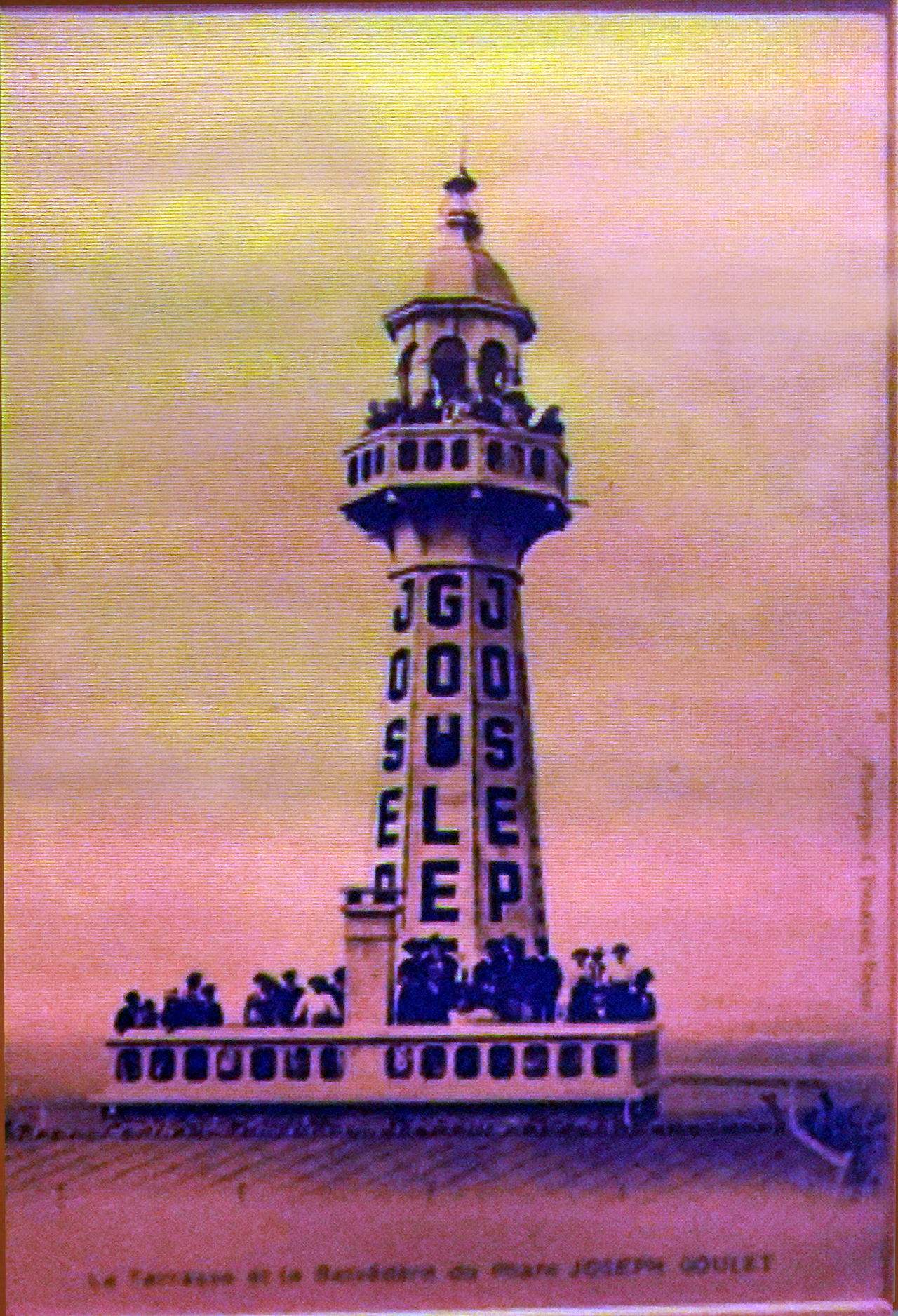
Reclametoren van Goulet
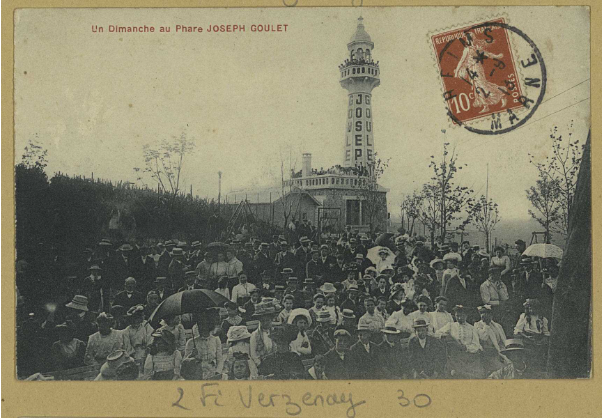
Een zondag aan de toren

## Architectuur
De vuurtoren is opgebouwd uit gewapend beton en meet ongeveer 25 meter hoog, met 101 treden naar de belvédère (sinds 2009). 
Om dit project te voltooien, deed Joseph Goulet een beroep op architect Pierre Bouchette uit Reims, die na de oorlog bekend zou worden als de belangrijkste bouwer van de wederopbouw van Reims. De aannemers waren de gebroeders Nouailhat, die op de tentoonstelling van Épernay in 1909 een erkenning ontvingen voor hun perfecte toepassing van het Hennebique-proces.
Het naastgelegen museumgebouw is cilindrisch van vorm (een ton‑motief) en weerspiegelt de wijntoeristische bedoeling van het project. Een houten passerelle verbindt het museum met de ingang vanuit de straat.

## Musée de la Vigne

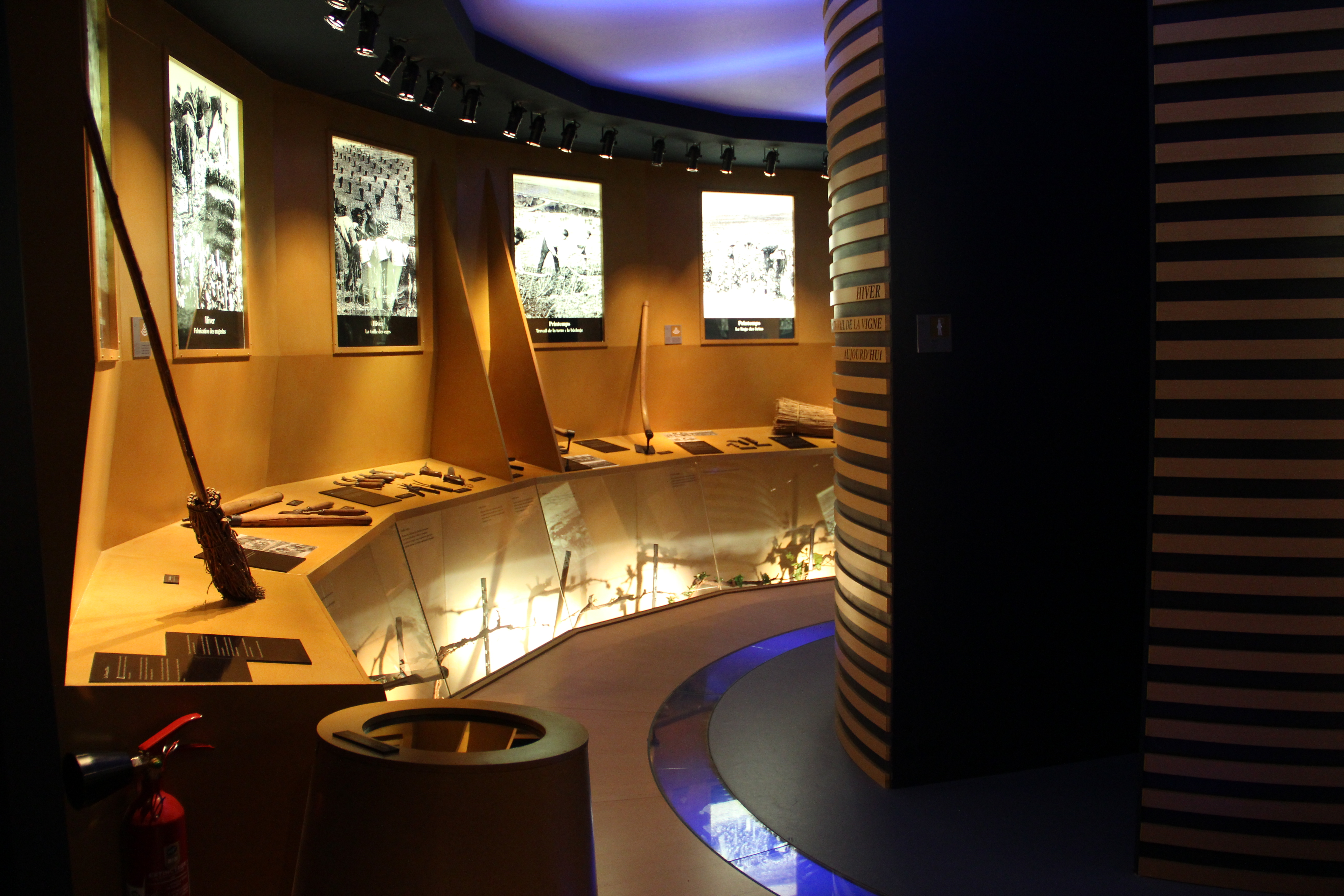
Zaal met werktuigen

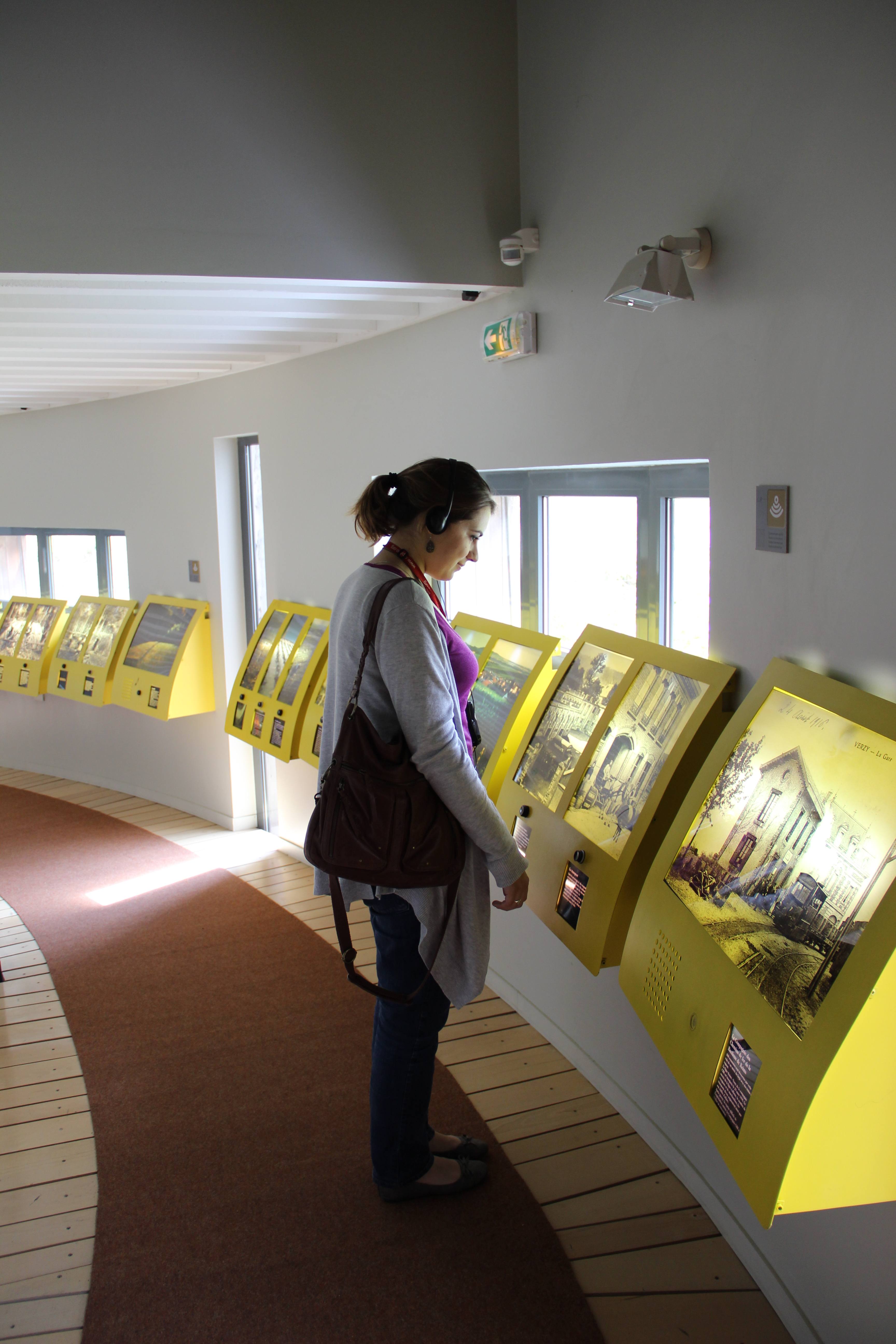
Schermen met historische beelden

Het museum Musée de la Vigne presenteert een educatief en interactief parcours: 
- De zaal der champagnestreken met een maquette en een diavoorstelling over de terroirs, de geologie en ligging van de Champagne.
- Feesten en heiligen: traditionele kostuums en St‑Vincent‑stokken tonen het cultuurverhaal van de wijnbouw.
- Verhalen en legendes over de Champagne, verweven met cultuur en folklore.

Er wordt gebruikgemaakt van multimediale middelen; audiogidsen in vijf talen, interactieve pupitres, video’s en foto's. Op het einde volgt een ruimte gewijd aan wijnproeverijen met champagnes van 15 lokale wijnbouwers uit de Montagne de Reims-subregio, met mogelijkheid tot aankoop in de winkel.